# Cerro Navia
Cerro Navia es una comuna ubicada en el sector norponiente de la ciudad de Santiago, capital de Chile. Fue fundada en 1981 a partir de la división de la comuna de Barrancas. Debe su nombre al cerro del mismo nombre, ubicado en su sector oriente, justo en el límite con Quinta Normal.
Limita con la comuna de Renca al norte, Quinta Normal al este, Lo Prado al sur y Pudahuel al oeste.

## Historia
Francisco Solano Asta-Buruaga y Cienfuegos escribió en 1867 en su Diccionario Geográfico de la República de Chile: 470  sobre el lugar:

Navia (Cerro de).-—Collado de corta extensión y poca altura situado en el departamento de Santiago inmediato á la margen sur del Mapocho y al caserío del Resbalón. Tomó el nombre por el apellido de un antiguo poseedor de la inmediación.

Más adelante, indica:: 657 

Resbalón (El).-—Caserío del departamento de Santiago situado en la ribera sur del Mapocho á unos cinco kilómetros al oeste de la ciudad de Santiago, dejando al norte en la banda opuesta del río, á la aldea de Renca. Contiene 368 habitantes, una pequeña iglesia, huertos y hermosas arboledas.

Luego, el geógrafo Luis Risopatrón lo describe en su libro Diccionario Jeográfico de Chile en el año 1924:: 580 

Navia (Cerrito de) 33° 26' 70° 44'. Es bajo, traquítico i se levanta a 512 m de altitud, inmediato a la márjen S del rio Mapocho, entre la ciudad de Santiago i el caserío de El Resbalón.

También este caserío es informado:: 763 

Resbalon (Caserío El) 33° 25' 70° 46' Cuenta con servicio de correos i se encuentra en la márjen S del río Mapocho, entre huertas i hermosas arboledas, a corta distancia hácia el S W de la villa de Renca, rio por medio.

## Medio ambiente

### Geomorfología y componentes abióticos

Trazado simplificado de los ecosistemas y cuerpos de agua presentes en la comuna de Cerro Navia.

La comuna de Cerro Navia se encuentra emplazada en la unidad geomorfológica de Cuenca de Santiago; y presenta según la clasificación climática de Köppen clima mediterráneo de lluvia invernal (Csb). Esta además se halla en la cuenca hidrográfica de río Maipo. Además, la comuna posee diversos cuerpos de agua, entre los que se destacan el río Mapocho.

### Componentes bióticos
Dentro del territorio de la comuna se puede encontrar el siguiente ecosistema:
- Bosque espinoso mediterráneo interior donde predominan Acacia caven y Prosopis chilensis (Vulnerable)

### Medidas de protección ambiental y conflictos socioambientales
Hasta 2022, la comuna de Cerro Navia no cuenta con áreas destinada a la protección ambiental.

## Administración

### Municipalidad
La Municipalidad de Cerro Navia es dirigida desde 2016 por el alcalde independiente Mauro Tamayo Rozas. Para el periodo 2024-2028, el concejo municipal se encuentra conformado por:
- Zaida Inostroza Valenzuela (PCCh)
- Mario Ferrada Leiva (PCCh)
- Sebastián Caiceo Bacon (FA)
- David Urbina Huerta (Ind./FA)
- Danae Vera Calderón (RN)
- Frank Lobos Acuña (Ind./RN)
- Israel Alberti Garrido (PS)
- Luis Beltrán Manríquez (REP)

### Representación parlamentaria
Cerro Navia pertenece al Distrito Electoral n.º 9 y a la 7.ª Circunscripción Senatorial (Región Metropolitana). Es representada en la Cámara de Diputados del Congreso Nacional por los diputados Karol Cariola Oliva (PCCh), Érika Olivera de la Fuente (Ind/RN), Andrés Giordano Salazar (FA), Maite Orsini Pascal (FA), Jorge Durán Espinoza (RN), Boris Barrera Moreno (PCCh) y José Carlos Meza (PRCh) en el periodo 2022-2026. A su vez, en el Senado la representan Fabiola Campillai Rojas (Ind), Claudia Pascual (PCCh), Luciano Cruz Coke (EVOP), Manuel José Ossandon (RN) y Rojo Edwards (PRCh) en el periodo 2022-2030.

## Economía
El centro económico de Cerro Navia se encuentra en la Avenida José Joaquín Pérez. En 2018, la cantidad de empresas registradas en Cerro Navia fue de 961. El Índice de Complejidad Económica (ECI) en el mismo año fue de 0,61, mientras que las actividades económicas con mayor índice de Ventaja Comparativa Revelada (RCA) fueron Fabricación, Manipulado y Transformación de Vidrio Plano (480,04), Reparación de Motores, Generadores y Transformadores Eléctricos (260,38) y Sistemas de Juegos de Azar Masivos (86,89). Existe un variado comercio como supermercados, bancos, farmacias, ferreterías, tiendas y negocios mayoristas, entre otros.

### Parque Industrial Cerro Navia Verde (Costanera Sur)
El Parque de Negocios Enea se está prolongando hacia Cerro Navia, como el nuevo Parque Industrial Cerro Navia Verde (Costanera Sur). En 35 Hectáreas se construirán Bodegas, Hoteles e Industrias. Con un costo inicial de 5 mil millones de pesos. 
Incluirá un Puente que unirá la comuna con Pudahuel. Tendrá conectividad con Avenida Américo Vespucio, Avenida José Joaquín Pérez y Costanera Sur.

### Infraestructura y comercio
La empresa RED MEGACENTRO está construyendo en los terrenos de la ex planta Fanaloza Avenida Carrascal el Megacentro Carrascal, un moderno Centro Logístico y Empresarial donde se instalará oficinas y bodegas para almacenar productos de distintas empresas y personas. Habrá un espacio comunitario que Megacentro pondrá a disposición, de manera gratuita, para que sea usado por la comunidad. También se mejorara el entorno del sector, ya se está arreglando las veredas de calle Cerámica, limpiando el contorno del proyecto y arreglando el bandejón de Avenida Carrascal. Además junto al Municipio se instalaron semáforos en el cruce de Avenida Carrascal, calle Cerámica y Costanera Sur.

### Desarrollo Económico Local
La comuna cuenta con el Departamento de Desarrollo Económico Local (CEDEP). Presta servicios de capacitación laboral, nivelación de estudios y formación de cooperativas. En estas dependencias funciona la Oficina de Información Laboral (OMIL).

## Servicios públicos

### Salud

#### Hospital Clínico Metropolitano Santiago Occidente
La comuna cuenta con el nuevo Hospital Clínico Félix Bulnes, que atiende las comunas poniente de Santiago además de las provincias de Talagante y Melipilla. Está ubicado en Avenida Mapocho con Avenida Huelén. Su fecha de inauguración fue en abril de 2020.
Esto debido a que el actual Hospital Félix Bulnes de Quinta Normal, sufrió daños durante el terremoto del 27 de febrero de 2010.
El hospital esta emplazado en 4,2 hectáreas. El recinto, en el que se invirtió $250 millones de dólares en construcción y equipamiento, beneficia a más de 1.200.0000 de habitantes del sector poniente de la Región Metropolitana.
La construcción es de 125 mil metros cuadrados con la más alta tecnología antisísmica. Cuenta con 523 camas, 14 pabellones, 5 salas de parto integral, 40 box de atención médica, 32 salas de procedimientos, 11 box dentales, 12 box de urgencias entre otras, las especialidades de traumatología, especialidades pediátricas y servicio de urgencia para adultos. Cuenta con tres placas centrales de cinco pisos, tres subterráneos y tres torres en altura de 10 y 11 pisos, más un helipuerto. Tiene un software en línea con todos los datos de los pacientes. Esto lo convierte en el más moderno Hospital en cuanto a tecnología, infraestructura y servicio de profesionales.
La comuna además cuenta con siete centros de salud.
- Consultorio y SAPU Dr. Adalberto Steeger
- Centro de Salud y SAPU Familiar Dr. Arturo Albertz
- Consultorio Dr. Julio Schwarzenberg
- Centro de Salud y SAPU Sado
- Centro de Salud Lo Amor
- COSAM Cerro Navia
- Centro Comunitario de Salud Familiar

### Servicios de emergencias
Cerro Navia depende del Cuerpo de Bomberos de Quinta Normal en el control de incendios y emergencias, contando con dos compañías en la comuna:
- Quinta Compañía «Bomba Cerro Navia»
- Séptima Compañía «Bomba Capitán Ignacio Carrera Pinto»

En seguridad pública, en la comuna se encuentra la 45.ª Comisaría de Cerro Navia entregando presencia de Carabineros. Además, la comuna cuenta con la Policía Municipal de Cerro Navia que desde 2018 se encuentra apoyando la labor de Seguridad (Patrullaje y fiscalizacion 24hrs). Cuenta con ex uniformados de Carabineros de Chile. Donde se destacan suboficiales en retiro y personal de G.O.P.E (grupo de operaciones especiales). Entre los funcionarios se encuentran ex PDI y Carabineros.

## Cultura y sitios de interés

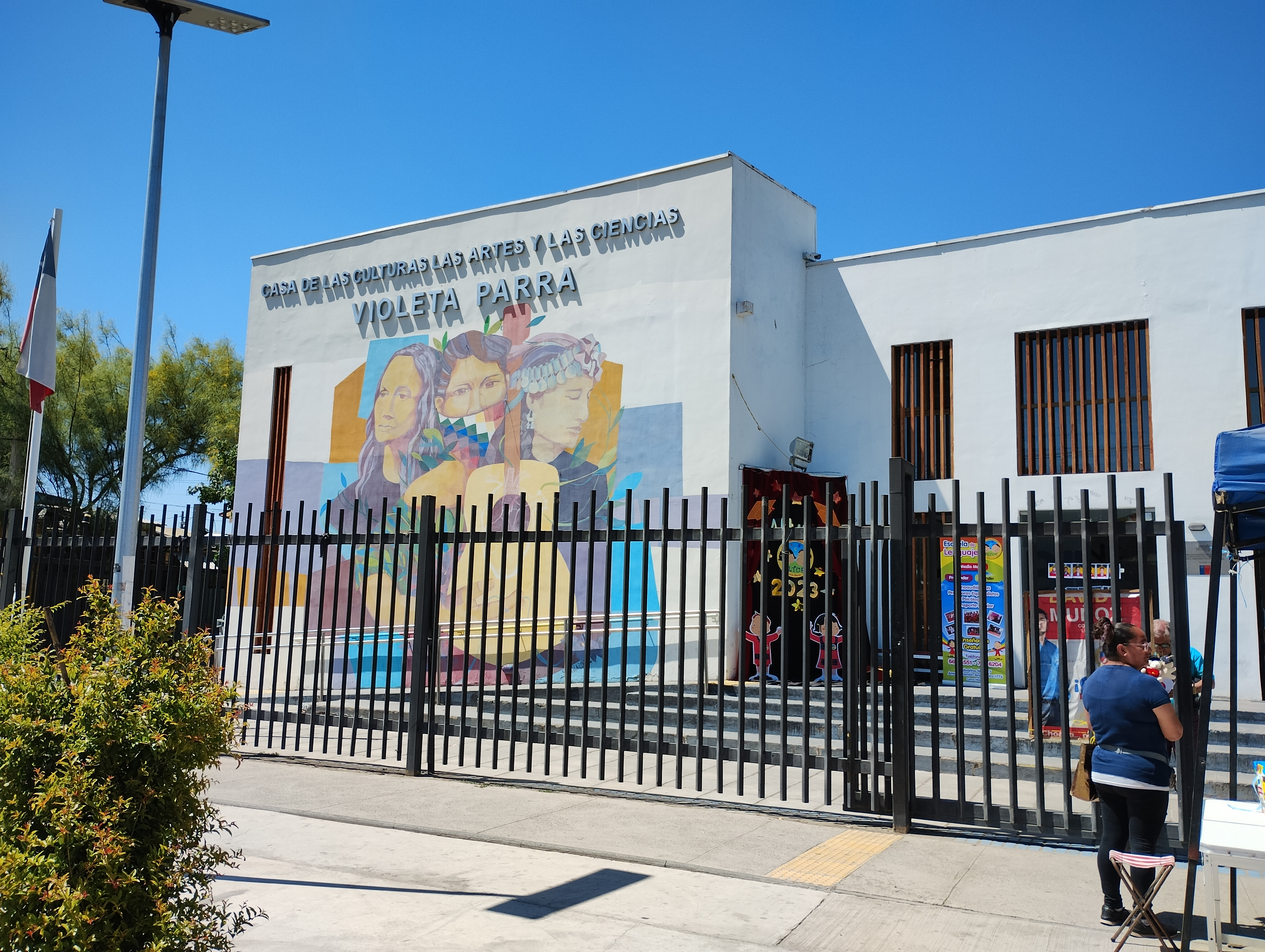
Casa de las culturas las artes y las ciencias Violeta Parra

En Avenida Mapocho 7360 se encuentra la Casa de las Culturas, las Artes y las Ciencias Violeta Parra.
La Casa de las Culturas, las Artes y las Ciencias Violeta Parra es un espacio permanente para el fomento y difusión de las artes en sus diversos lenguajes, para el encuentro y la reflexión en diálogos culturales y la formación artística, mediante la realización de cursos y talleres gratuitos.
Además, la Casa de las Culturas, las Artes y las Ciencias Violeta Parra se relaciona con los artistas y gestores culturales comunales y desarrolla actividades que favorecen la participación en la vida cultural, ofreciendo una programación anual atractiva y construida en conjunto con las y los vecinos.Un espacio destinado a la cultura las artes y las ciencias, donde se realizan actividades culturales y artísticas diarias. En su interior cuenta con un teatro, una sala de exposiciones, salas de reuniones, sala de música, sala de pintura, cafetería, anfiteatro, entre muchas otras. La casa de la cultura es un punto importante dentro de los servicios que ofrece la comuna, a continuación se mencionaran algunos servicios y departamentos de la casa de la cultura:
Biblioteca Fatima Mernissi

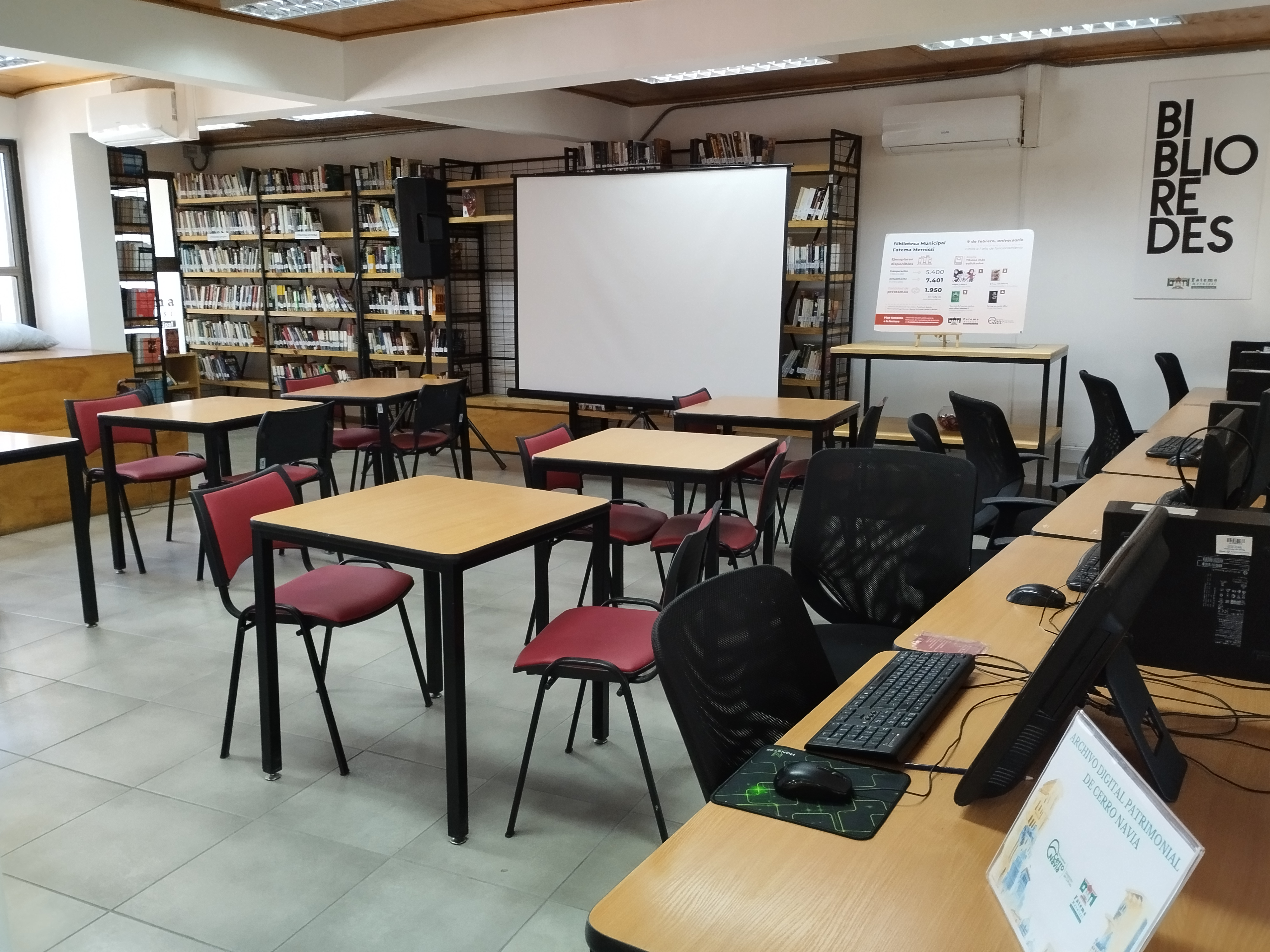
Biblioteca Fatema Mernissi

.Este espacio municipal lleva el nombre de Fatema Mernissi, en homenaje a la que fue una de las más destacadas escritoras feministas del mundo árabe. A Mernissi se le conoce por ser la fundadora del feminismo islámico. Doctora en Socióloga y escritora, sus obras más importantes fueron: Sexo, ideología e Islam (1975), Marruecos a través de sus mujeres (1990), El Harén político: el profeta y las mujeres (1992), entre otras.
La Biblioteca Municipal Fatema Mernissi es un proyecto de municipal de fomento del libro y la lectura. Es importante destacar que el convenio colaborativo entre la Municipalidad de Cerro Navia y la Embajada del Reino de Marruecos ha sido de gran aporte para llevar adelante este espacio. 
La biblioteca cuenta con 15 mil títulos a disposición de las vecinas y vecinos, y cuenta con espacios de lectura, mesas de trabajo, computadores para las y los usuarios, y préstamo de juegos de mesa.
Sala de Ciencias Maria Teresa Ruiz

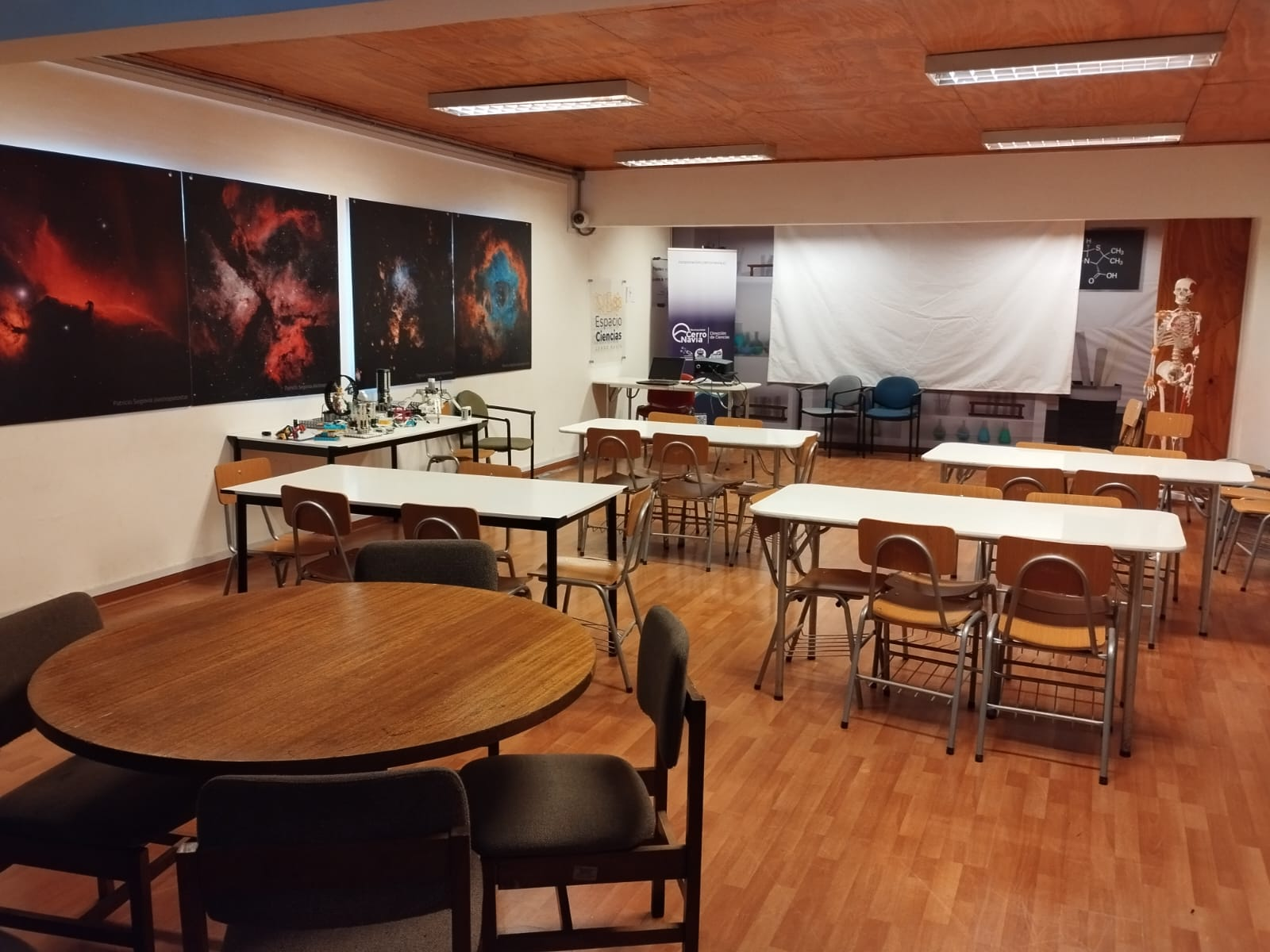
Sala de ciencias

En este lugar se aloja la primera dirección de ciencias a nivel comunal, en ella se realizan diferentes talleres de paleontología, astronomía, robótica entre otros además de charlas científicas, donde su objetivo es la democratizacion del conocimiento. 
Cerro Letras 

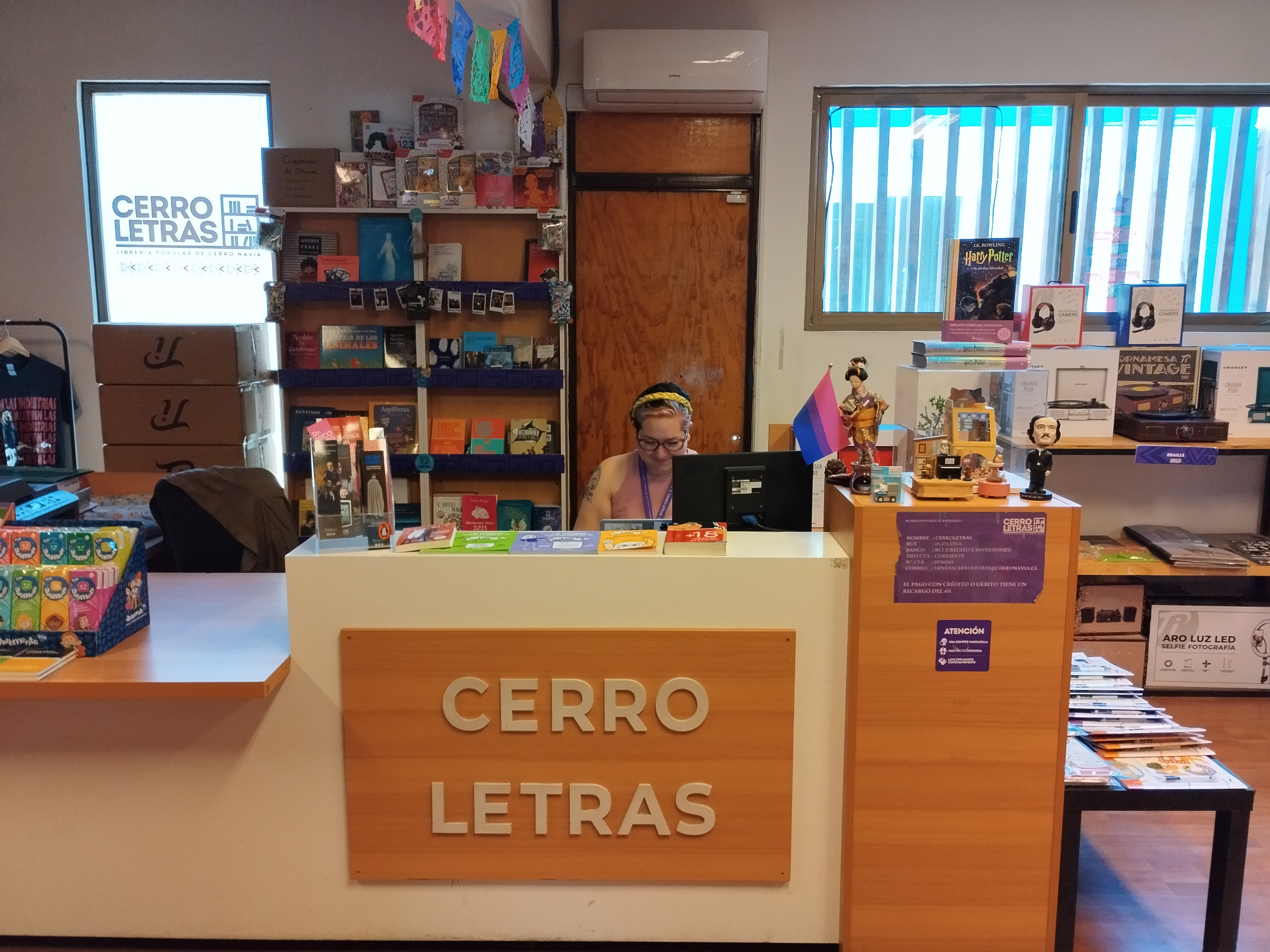
Libreria popular Cerro Letras

La misión como proyecto, es fomentar la lectura en las vecinas y vecinos sin distinción.  Acá se venden libros, música y juegos a precios justos, además  del proyecto Cerro Ediciones, editorial popular de Cerro Navia, que tiene por misión editar y publicar libros a precio justo, para todo público y en todas las temáticas literarias y editoriales que son parte de la bibliodiversidad, junto con promover la literatura y memoria cerronavina, el rescate editorial y la coedición con distintas oficinas municipales, pero también el que las y los vecinos puedan ser escritores y editar sus creaciones.
Ludoteca:

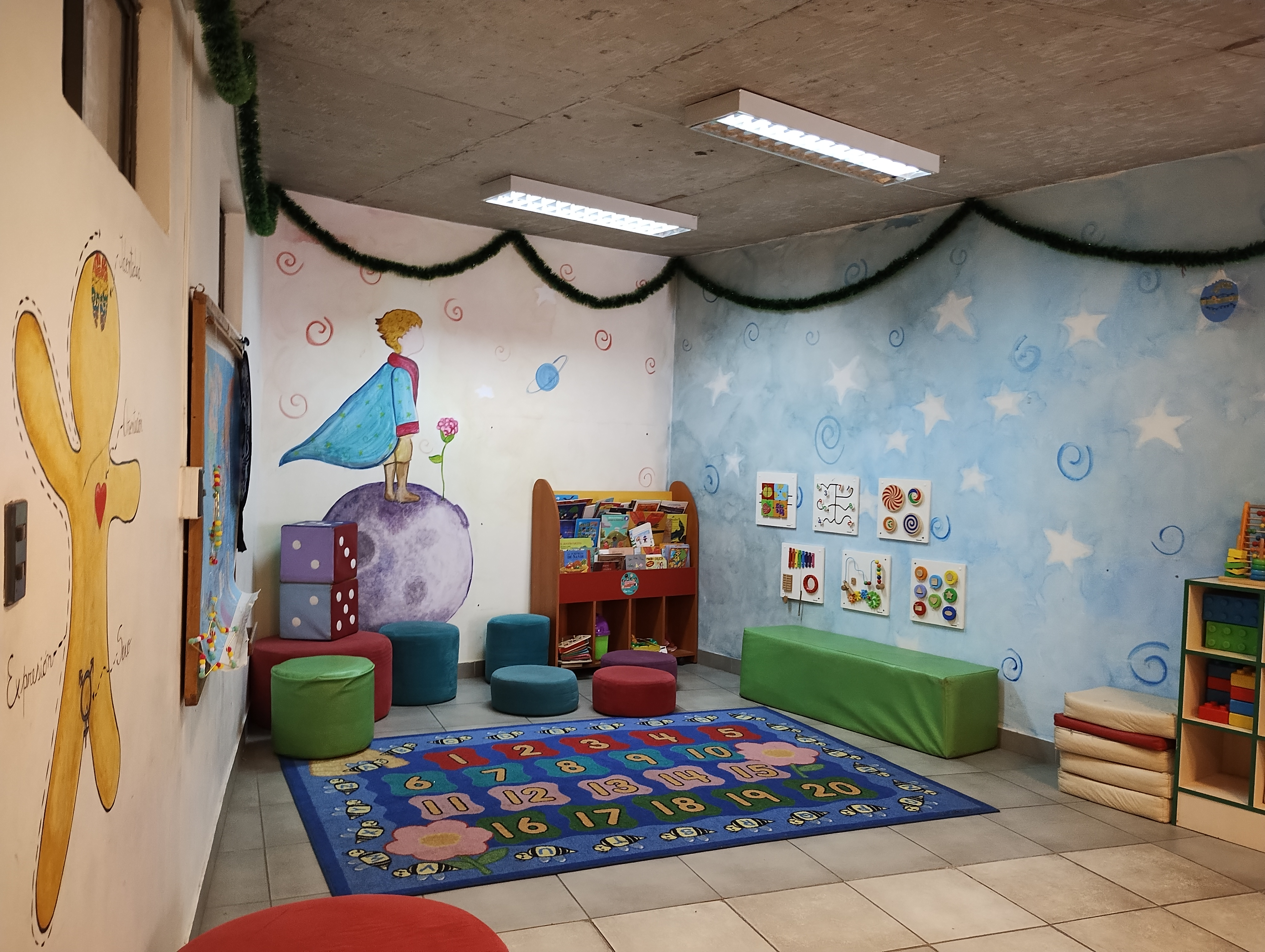
Ludoteca

En la Ludoteca se realizan diversas actividades y talleres para los niños y niñas de entre 2 y 12 años, tales como talleres de arte, manualidades, música, teatro, yoga, creación de cuentos, actividades de lectura y cuentacuentos, así como juegos y actividades recreativas. Además, se realizan talleres de estimulación temprana dirigidos a primera infancia
Galeria de arte Gracia Barros

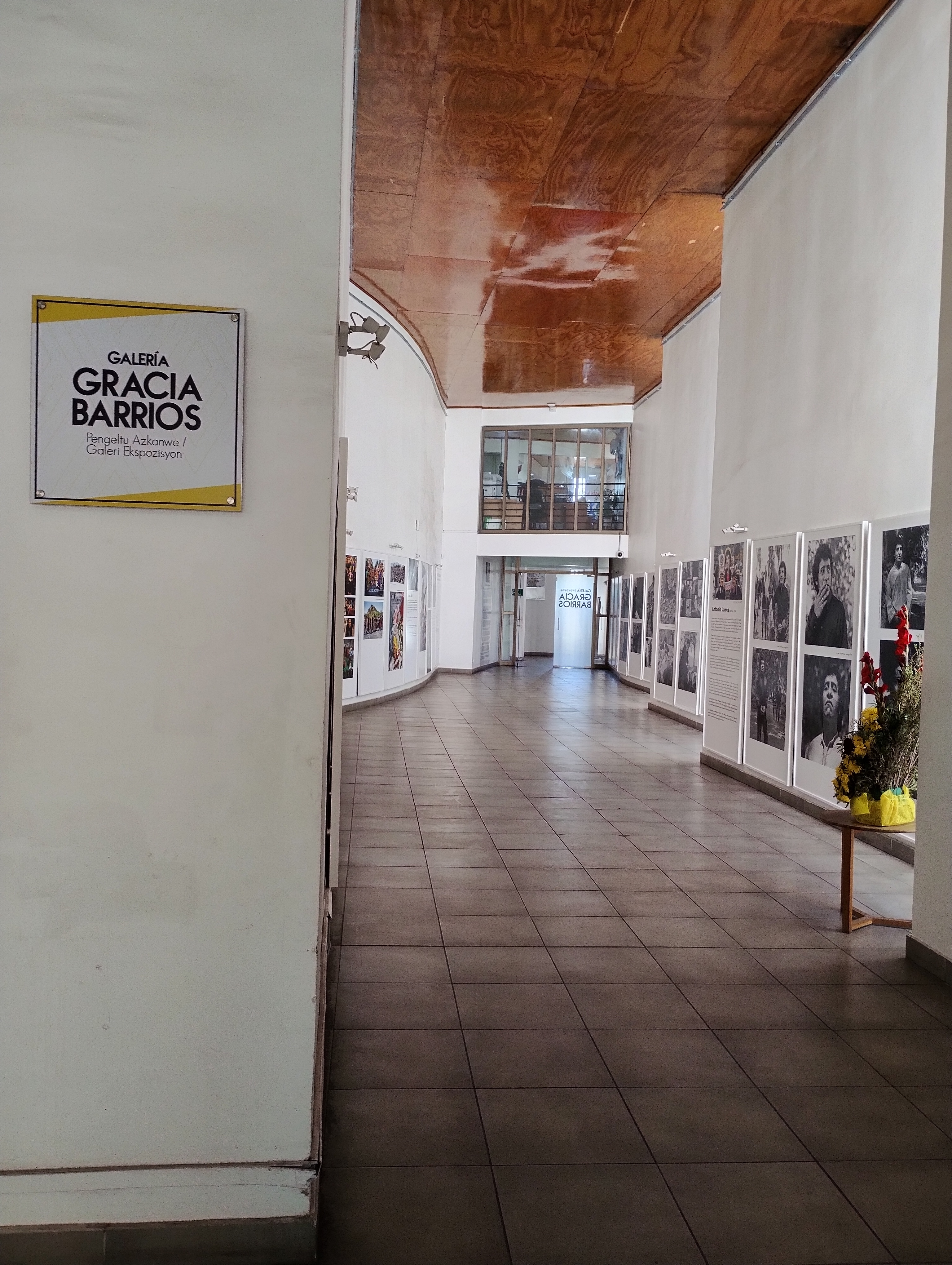
Galeria Gracia Barros

La galería de arte cuenta con más de 27 m. lineales y con una gran doble altura de 5.7 m. Además, dispone iluminación de base y cuenta con un doble acceso a sala. El nombre de la galería es en homenaje a Gracias Barros que fue  una pintora chilena galardonada con el Premio Nacional de Artes Plásticas 2011. 

Teatro:
La casa alberga un teatro con excelentes instalaciones técnicas y cuenta con más de 260 butacas. En este lugar se realizan las actividades de carácter masivo, ya sean eventos de cultura, pero a su vez se ocupan para otro tipo de eventos asociados a las necesidades de la comuna y sus habitantes, tales como graduaciones, charlas simposios, entre otros.  

### Nuevo Centro Cívico para la Comuna
Debido al nuevo Hospital Clínico Félix Bulnes inaugurado en abril de 2020 y la futura estación de la Línea 7 y de Línea A del Metro de Santiago que conectara con el Aeropuerto, en la intersección de las Avenidas Mapocho y Huelén. Se tiene proyectado en un futuro convertir el sector en el nuevo Centro Cívico de la Comuna, contemplando la realización de una serie de proyectos comerciales, inmobiliarios y de servicios.
Cabe mencionar que en este sector, ya se encuentra el Centro Cultural Violeta Parra, La 45.ª Comisaría de Cerro Navia y el Parque Javiera Carrera, a los que se sumarían los proyectos anteriormente mencionados.

### Parques

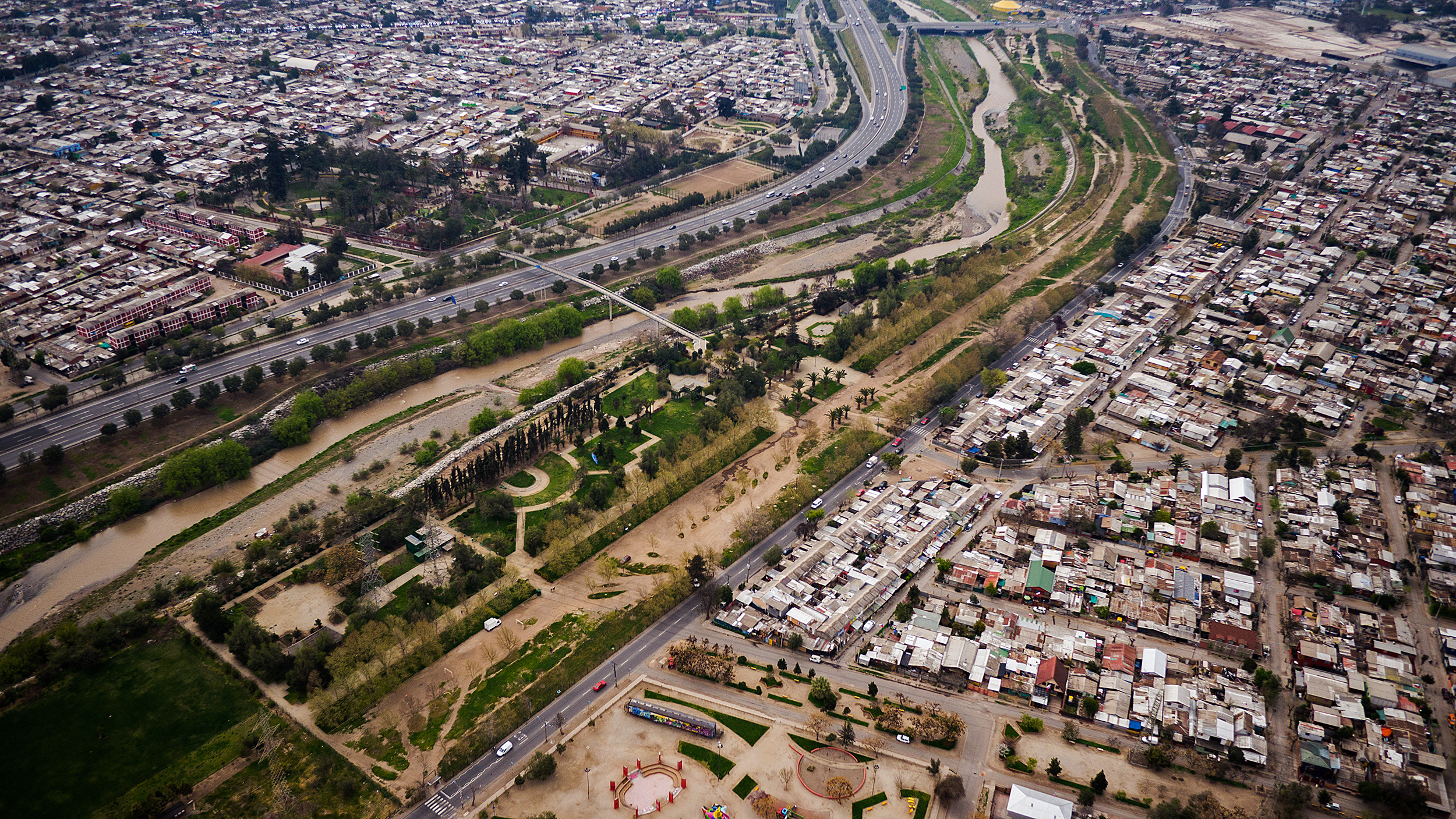
Ex Parque Mapocho Poniente. Actualmente en su ubicación se construye el Parque Mapocho Río.

La comuna posee los siguientes parques:
- Parque Mapocho Río: Se ubica en Avenida Costanera Sur entre Avenida La Estrella y  Avenida Carrascal, en la ribera sur del Río Mapocho, posee 52 hectáreas que comparte con la comuna de Quinta Normal. En su interior se encuentran los anteriores el Parque Ceremonial Mapuche y el Parque Mapocho Poniente. La iniciativa tiene como objetivo la recuperación y revalorización de la ribera sur del Río Mapocho, mediante la continuidad del sistema lineal de Parques Urbanos. Contempla la construcción de un parque de más de 40 hectáreas y de 9 kilómetros de extensión.Este proyecto busca hacer un aporte y dar un salto hacia una ciudad más equitativa y más integrada. Iniciativa que busca “unificar” los diversos parques que están distribuidos a lo largo de uno de los mayores hitos geográficos de Santiago: el río Mapocho. El proyecto contempla la construcción de un parque de más de 40 hectáreas y de 9 kilómetros de extensión, entre las comunas de Quinta Normal y Cerro Navia, que permitirá revalorizar y recuperar la ribera sur del río de esta área. De esta manera se unirán las áreas verdes de otras comunas que colindan con el río Mapocho (Parque Renato Poblete, Los Reyes, Balmaceda, Uruguay, Bicentenario, Monseñor Escrivá Balaguer) para generar un gran parque continuo. Se estima que el costo de la iniciativa será de aproximadamente 100 mil millones de pesos. El proyecto también considera, entre otras obras, multicanchas, gimnasios con atención especial para los adultos mayores, piscinas públicas y juegos para niños.
- Cicloparque Mapocho 42K: El proyecto consiste en el acondicionamiento de la ribera sur del río Mapocho a lo largo de su paso por la ciudad de Santiago, con un gran ciclopaseo de uso público y esparcimiento. Se propone que este recorrido conecte todos los parques y áreas verdes ya existentes o potenciales y los relacione con otros parques o paseos cercanos, en una continuidad paisajista que acompañe al torrente desde su entrada al valle en la Plaza San Enrique (Lo Barnechea), al pie de la cordillera, hasta la comuna de Pudahuel con una extensión total de 42 kilómetros.
- Parque Intercomunal La Hondonada: El futuro parque se está construyendo en un espacio de 26 hectáreas de la comuna, además del sector inundable, que sólo podría impedir su uso unos 5 o 6 días al año, por las lluvias, para luego quedar a disposición de la población como “pulmón verde” durante el año. 22 mil metros cuadrados de zonas deportivas, plaza de eventos, áreas verdes, pasto, arbustos nativos para recordar nuestras tradiciones y una gran arboleda. Va a contemplar cuatro canchas grandes de fútbol, cuatro de futbolito, diez multicanchas, un skatepark, grandes explanadas de pasto, paseos arbolados, plazas temáticas de distintas dimensiones, zonas de pícnic, un anfiteatro, juegos infantiles, juegos de agua, ciclovías, miradores y una zona para actividades mapuches, entre otros. Del mismo modo, se instalará mobiliario urbano como escaños y basureros de diversos tipos, señales informativas y de emergencia, áreas de recepción y separación de residuos, iluminación led, etc. Con una inversión que supera los 800 millones de pesos, a este proyecto se integrarán 100 iniciativas que irán en directo beneficio de los habitantes de las comunas de Cerro Navia, Pudahuel y Lo Prado. Las obras del parque comenzaron en febrero de 2014 y se espera que estén concluidas en 2020.
- Parque El Cerro: Se ubica entre Avenida Neptuno, Lo Amor, Cerro Navia, Avenida Mapocho y Lo López.
- Parque Javiera Carrera: Se ubica en el Bandejón de Avenida Mapocho entre Santos Luis Medel, Avenida Huelén y condominio parque la hondonada.
- Parque Ho Chi Minh: Se ubica en la Población Herminda de la Victoria.

## Deporte
La organización encargada de promover el deporte en la comuna es la Corporación del Deporte de Cerro Navia. Para la práctica deportiva la comuna posee el Gimnasio Municipal Julio Martínez, el Estadio Municipal y la Piscina Municipal.
La Corporación del Deporte de Cerro Navia esta dirigida por su Secretario General Sr. Clauio Varela y busca fomentar y difundir las actividades físicas, deportivas y recreativas en toda la comuna. Además, promover la formación deportiva en niños y adolescentes. De esta forma, ser parte de una red social local, que entregue apoyo esta área a todas las Instituciones, Organizaciones sociales y entramado de protección social del Gobierno Comunal y Central. Su dirección es Mapocho Norte #8115, Cerro Navia.

## Transporte

### Principales vías
Sentido norte-sur
- Avenida Diagonal Reny
- Avenida Huelén
- Avenida La Estrella
- Avenida Las Torres
- Avenida Neptuno
- Avenida Rolando Petersen
- Avenida Santos Luis Medel
- Avenida Teniente Luis Cruz Martínez

Sentido oriente-poniente
- Avenida Costanera Sur
- Avenida José Joaquín Pérez
- Avenida Mapocho
- Avenida Salvador Gutiérrez
- Avenida San Francisco

En el límite con Renca se extiende la Autopista Costanera Norte y en el límite con Pudahuel se extiende la Autopista Vespucio Norte Express.
El proyecto Autopista Norponiente será una autopista que conectará la ciudad de Santiago con Lampa. Se emplazará en la Avenida Condell y nacerá en el Enlace Carrascal en su intersección con la Costanera Sur en el límite de Cerro Navia y Quinta Normal.
Otro proyecto en etapa de estudios es la Nueva Costanera Sur, autopista que estaría emplazada en Av. Costanera Sur (entre La Estrella y Av. Vespucio Norte) en la comuna de Cerro Navia, y que inicia la construcción de su primera etapa, representa una inversión del Ministerio de Vivienda y Urbanismo de $7.965 millones y consta de 2,5 km de extensión que contará con 2 pistas por cada dirección. Su ejecución, está a cargo de la constructora Icafal, generando 100 empleos y se proyecta la entrega de su primera etapa en 2023.

### Red Metropolitana de Movilidad

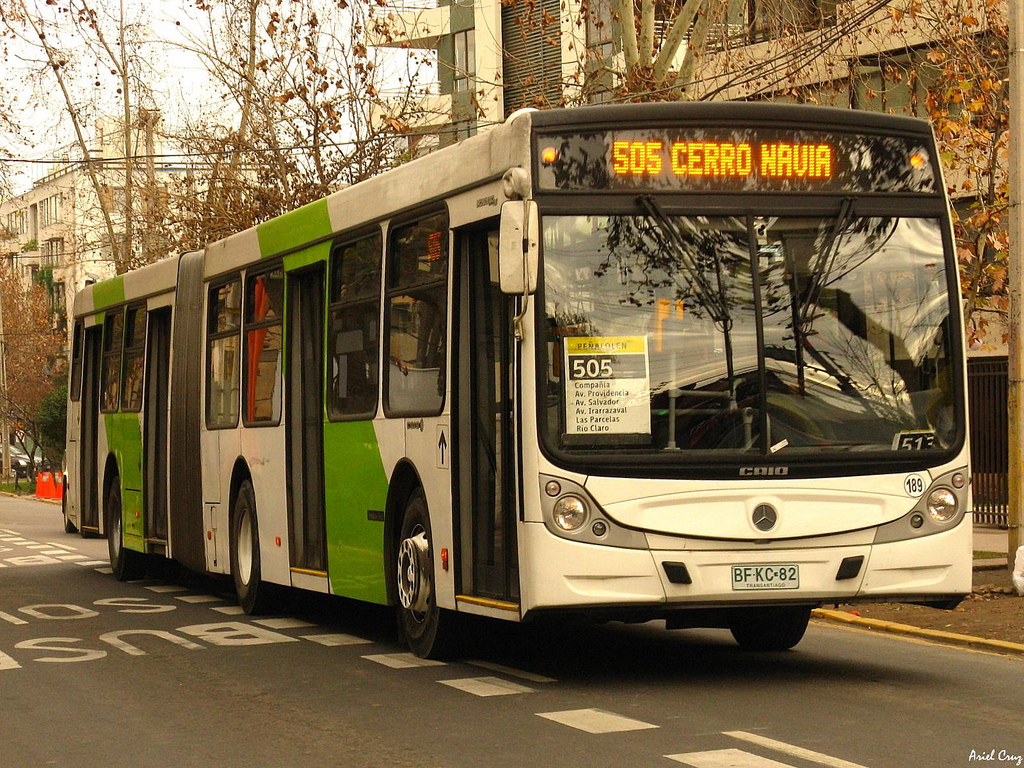
Troncal 505.

La Avenida José Joaquín Pérez es la principal arteria de la comuna. Los servicios pertenecientes a la unidad Unidad de negocio 5 de la Red Metropolitana de Movilidad conectan a la comuna con el resto de la ciudad. También existen servicio de colectivos por Costanera Sur y Avenida Salvador Gutiérrez.
La comuna pertenecía a la Zona J, siendo abastecida por los servicios alimentadores J. Actualmente está inmersa en la Unidad de negocio 5.
Por la comuna transitan los siguientes recorridos de la Red Metropolitana de Movilidad
- 110: Renca - Maipú
- 110c: Renca - Pudahuel Sur
- 412: Enea - La Reina
- 414e: (M) Pudahuel - Los Trapenses
- 415e: (M) Pudahuel - (M) Manquehue
- 418: Enea - Av. Tobalaba
- 422: Pobl. Teniente Merino - La Reina
- 502: Cerro Navia - Cantagallo
- 502c: Cerro Navia - Santiago
- 503: Av. La Estrella - Vital Apoquindo
- 504: El Tranque - Hospital Dipreca
- 505: Cerro Navia - Peñalolén
- 507: Enea - Av. Grecia
- 508: Av. Mapocho - Av. Las Torres
- 511: Cerro Navia - Peñalolén
- 513: El Montijo - José Arrieta
- 517: José Joaquín Pérez - Peñalolén
- 518: José Joaquín Peréz - Bilbao
- 541N: El Tranque - Colón
- J01: Pudahuel Sur - (M) Quinta Normal
- J01c: Carrascal - (M) San Pablo
- J02: Enea - (M) ULA
- J03: Costanera Sur - (M) República
- J04: (M) Neptuno - La Alianza
- J05: Costanera Sur - (M) ULA
- J07: Noviciado - (M) Pudahuel
- J07e: Noviciado - (M) Pudahuel
- J08: Pudahuel Sur - Hospital Félix Bulnes
- J13: (M) Estación Central - Costanera Sur
- J13c: (M) San Pablo - Costanera Sur
- J14c: Villa Roosevelt - Pudahuel Sur
- J15c: La Alianza - (M) Neptuno
- J16: Costanera Sur - (M) Estación Central
- J18: Enea - (M) San Pablo
- J18c: El Tranque - (M) San Pablo
- J20: El Montijo - (M) Pudahuel

### Metro

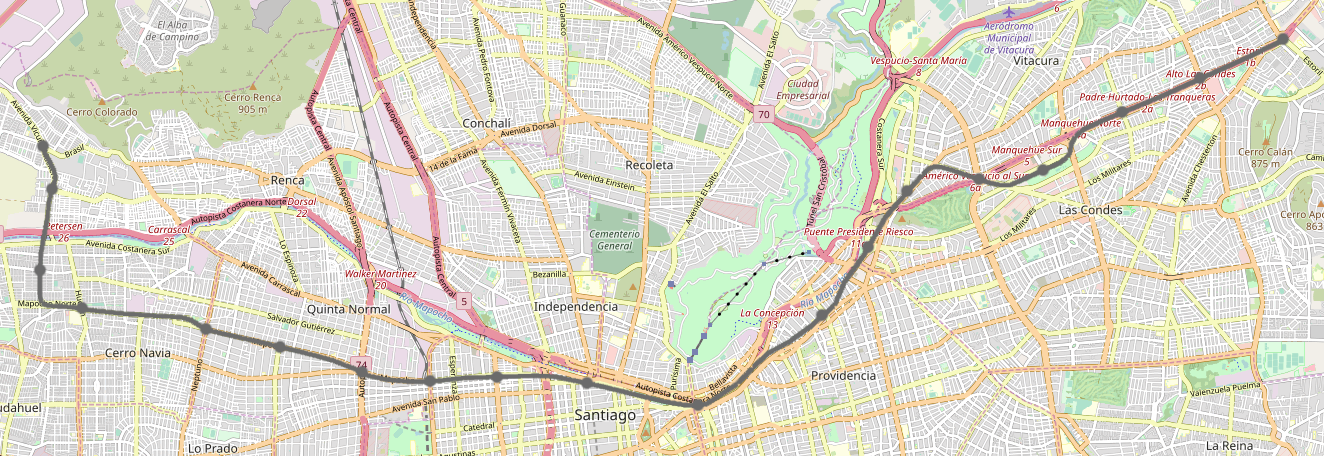
Proyecto de Línea 7 que abarca a Cerro Navia.

La nueva línea 7 iniciará en la intersección de las calles Brasil con Vicuña Mackenna en Renca, desde este punto emprenderá camino al sur, siguiendo el trazado de la calle Vicuña Mackenna cruzando el río Mapocho a la altura del Puente Resbalón en Cerro Navia, y desde este punto seguirá por calle Rolando Petersen al sur, hasta su intersección con Avenida Mapocho, desde donde enfilará hacia el oriente siguiendo por esta misma avenida, atravesando las comunas de Cerro Navia y Quinta Normal, conectando de manera perpendicular las líneas 2 y 3 en la estación Puente Cal y Canto, para seguir bajo el corredor de parques que bordea el río Mapocho (Parque Forestal y Balmaceda); en dicho trayecto combinaría con las líneas 5 y 1 en la estación Baquedano y Pedro de Valdivia de la Línea 1. Tras su paso por el parque Balmaceda siguiendo la Avenida Andrés Bello, seguiría por Avenida Vitacura, hasta llegar a la Avenida Alonso de Córdova, desde donde conectaría con la Avenida Kennedy, para terminar su recorrido en Estoril con Avenida Las Condes. Se estima que esté operativa en el año 2028.
El 14 de mayo de 2025, el periódico Diario Financiero reportó que el presidente Gabriel Boric anunciaría en la cuenta pública de ese año el proyecto de un tren ligero que conectaría la futura Línea 7 con el Aeropuerto Internacional Arturo Merino Benítez. Con una extensión estimada de entre seis y siete kilómetros, el tren conectaría el terminal aéreo con la futura estación emplazada en avenida Mapocho Sur con Huelén en Cerro Navia.
En su última cuenta pública, el presidente Gabriel Boric anunció el 1 de junio de 2025 la creación de la Línea A que permitirá la conexión del Aeropuerto Internacional Arturo Merino Benítez de manera subterránea hasta la estación Huelén de la Línea 7, además de las extensiones de líneas actuales hasta Lo Espejo y el oeste de Maipú.